# Список трансгендерних тем
Наступний нарис пропонує огляд і керівництво по темах, що стосуються трансгендерності.
Термін «трансгендер» є багатогранним та складним, особливо там, де консенсусні та точні визначення ще не досягнуті. Хоча найчастіше найкращим способом дізнатись, як особа ідентифікує себе, є запитати їх, але не всі особи, яких можна вважати такими, що потрапляють під трансгендерну парасольку, ідентифікуються як такі. Трансгендерів також можна відрізнити від інтерсексних людей, що народилися з розладами статевого розвитку.
Психологія, медицина та соціальні науки досліджують, допомагають або іншим чином взаємодіють із трансгендерними людьми чи вивчають їх. Існує багато різних точок зору на питання трансгендерності, що можна побачити в статтях, перелічених нижче.

## Основні терміни
- Стать і гендер
- Мізогінія, Гетеросексизм

### Стать
- Детермінація статі
- Статеві ознаки
  - Статеві органи або основні статеві ознаки
  - Вторинні статеві ознаки
- Визначення статі при народженні
- Порушення статевого розвитку
  - Інтерсексність
  - Гермафродитизм

### Гендер
- Гендер
  - Соціальне конструювання гендеру
  - Гендерна поляризація
  - Гендерні стереотипи
  - Гендерна роль
- Гендерна неконформність
  - Андрогінність
  - Гендер-бендинг
- Гендерна політика
  - Державна гендерна політика
  - Ґендерна нейтральність
  - Гендерна сліпота

### Сексуальність
- Сексуальна орієнтація
- Сексуальна ідентичність
- ЛГБТ
  - Гей, Гомофобія
  - Лесбійство, Лесбофобія
  - Бісексуальність, Біфобія
  - Пансексуальність
- Гетеросексуальність, Гетеронормативність

### Гендерна ідентичність
- Гендерна ідентичність
  - Queer
  - Ґендерна дисфорія
  - Цисгендерність
  - Трансгендерність, Транссексуальність
    - Транс-чоловік
    - Транс-жінка, Shemale

  - Небінарний гендер
  - Третя стать
  - Бігендер
  - Гендерний бінаризм

## Перехід

### Соціальний
- В шафі
- Допитливість (сексуальність та стать)
- Камінг-аут
- Детранзишн
- Передача (гендер)
- Гендерний перехід
  - Кросдресинг
    - En femme
    - En homme

  - Дреґ (переодягання)
    - Дреґ-королева
    - Дреґ-кінг
    - Фальшива королева
    - Травесті
- Трансгендерна сексуальність
  - Андрофілія та гінефілія
  - Імітована вагітність - чоловіче переодягання або рольова гра у підроблену вагітність.[4]

- Досвід реального життя (трансгендер)

### Лікування
- Гендерна дисфорія
  - Трансвестизм
    - Дворольовий трансвестизм

  - Розлад статевих стосунків
  - Розлад статевого дозрівання
  - Егодистонічна сексуальна орієнтація
  - Синдром порушення цілісності сприйняття власного тіла

- Трансгендерна охорона здоров’я
  - Стандарти турботи про здоров'я транссексуалів, трансгендерів та гендерно-невідповідних людей
  - Всесвітня професійна асоціація з питань трансгендерного здоров'я (раніше відома як Міжнародна асоціація гендерної дисфорії Гаррі Бенджаміна)
- Зміна статі
  - Замісна гормональна терапія
    - Замісна гормональна терапія (від жінки до чоловіка)
    - Замісна гормональна терапія (від чоловіка до жінки)

  - Хірургічна корекція статі
    - Хірургія зміни статі (від жінки до чоловіка)
      - Мастектомія
      - Реконструкція чоловічої грудної клітини
      - Фалопластика
      - Метоїдіопластика
      - Маскулінізація обличчя

    - Хірургія зміни статі (від чоловіка до жінки)
      - Збільшення грудей
      - Орхіектомія
      - Хірургія фемінізації обличчя
      - Гоління трахеї
      - Вагінопластика
      - Фемінізація голосу

## Закон і права
- Трансгендерні права
  - Юридичне визнання небінарної статі
  - Зміна імені
- Принципи Джок'якарті
- Міжнародний день боротьби з гомофобією, трансфобією та біфобією
- День пам’яті трансгендерів

### Дискримінація
- Сексизм
- Насильство проти ЛГБТ
- Заворушення в Стоунволі
- ЛГБТ-особи у в’язниці
- Антигендерний рух
- Дискримінація небінарних людей
- Транс-башинг
- Трансмісогінія
- Трансфобія

## Дослідження
- Теорія фемінізму
- Феміністичні погляди на трансгендерні теми
- Гендерні дослідження
- Аніма (Юнг)
- Квір-дослідження
- Квір-теорія
- Трансфемінізм

### Вчені
- Джудіт Батлер
- Єва Кософський Седжвік
- Сьюзен Страйкер

### Спорт
- Трансгендерні люди у спорті
- Перевірка статі в спорті

### Релігія
- Трансгендери та релігія
  - Християнство і трансгендерність

### Військова служба
- Трансгендери та військова служба

## Люди та поведінка
Багато інших термінів описують гендерну неконформність, людей чи поведінку:
- Амазонка
- Євнух
- Бутч і фем
- Томбой

### Релігія
- Культ Афродіти, андрогінної аматузької Афродіти в грецькій міфології.
- Галлі, трансгендерні жерці фригійської богині Кібели та її дружини Аттіс.
- Сестри вічного потурання, група (в основному) гей-монахинь-чоловіків, які приймають обітниці проголошувати загальну радість і виправляти стигматичну провину.
- Скопці, релігійна секта на початку 20 століття в Російській імперії, яка практикувала кастрацію та мастектомію.

### У незахідних культурах
- Акавайне (Острови Кука)
- Бакча (Середня Азія)
- Бакла (Філіппіни)
- Біссу (Індонезія)
- Калабай (Індонезія)
- Євнух
- Факалейті (Тонга)
- Фаафафін (Самоа)
- Галлі (стародавній Рим)
- Хіджра
- Kathoey (Таїланд)
- Ханіт (Аравія)
- Хавал (Єгипет)
- Кекчуч (Сибір)
- Кечек (Туреччина)
- Маху вайн (Гаваї)
- Maknyah (Малайзія)
- Меті (Непал)
- Мудоко дако (Лангі в Уганді)
- Мукханнатун (Аравія)
- Muxe (Мексика)
- Newhalf ("ニ ュ ー ハ ー フ") (Японія)
- Томс та Діс (Таїланд)
- Трансгендер у Китаї
- Трансгендерні люди в Сінгапурі
- Том-Ді (Таїланд)
- Албанські заприсяжні цнотливиці  (Балкани)
- Takatāpui (маорі)
- Травесті (Бразилія)
- Бердаші / «Berdache» (Північна Америка)
- Варія (Індонезія)
- Вінкте (корінні американці)